# Burni Loyang
Burni Loyang är ett berg i Indonesien.   Det ligger i provinsen Aceh, i den västra delen av landet, 1 600 km nordväst om huvudstaden Jakarta. Toppen på Burni Loyang är 830 meter över havet, eller 162 meter över den omgivande terrängen. Bredden vid basen är 3,6 km.
Terrängen runt Burni Loyang är varierad.Runt Burni Loyang är det mycket glesbefolkat, med 4 invånare per kvadratkilometer. Omgivningarna runt Burni Loyang är en mosaik av jordbruksmark och naturlig växtlighet.